# Alvaro Vitali
Alvaro Vitali (Roma, 3 febbraio 1950 – Roma, 24 giugno 2025) è stato un attore e comico italiano.
Era noto soprattutto per avere interpretato in diverse pellicole cinematografiche il ruolo di Pierino oltreché per avere preso parte a numerosi film del filone della commedia sexy all'italiana, della quale è ritenuto uno degli attori più rappresentativi insieme a Mario Carotenuto, Renzo Montagnani, Paolo Villaggio, Lando Buzzanca, Lino Banfi e Johnny Dorelli.

## Biografia
Nato in una famiglia piccolo-borghese – il padre era titolare di una piccola impresa edile a conduzione familiare, mentre la madre gestiva un piccolo stabilimento della Titanus sulla Tiburtina – a otto anni, a causa dei frequenti litigi con la mamma, andò a vivere dalla nonna Elena, dove rimase fino al trentaduesimo anno d'età. Conclusa la terza media abbandonò gli studi e, dopo aver lavorato per un periodo come elettricista, venne scoperto da Federico Fellini durante un provino. Nel 1969 il regista riminese lo fece esordire nel cinema con una piccola parte in Fellini Satyricon. Il regista lo volle in seguito in I clowns (1971), in Roma (1972), nel quale interpreta un ballerino di tip-tap d'avanspettacolo, ruolo interpretato anche l'anno successivo nel film Polvere di stelle, diretto e interpretato da Alberto Sordi, affiancato anche da Monica Vitti e in Amarcord (1973), con Ciccio Ingrassia.
La fama di Vitali era legata a doppio filo alla commedia sexy all'italiana, per anni fenomeno cinematografico commerciale. Dopo aver interpretato La poliziotta (1974), diretto da Steno, con Mariangela Melato e Renato Pozzetto, Vitali venne notato dal produttore Luciano Martino grazie a una gag con la pistola (dove sbagliava sistematicamente ogni colpo). Da quel momento, Vitali cominciò a lavorare con la Dania Film.
A teatro interpretò Bojetto, nel 1978, nella seconda edizione della commedia musicale del Rugantino di Garinei e Giovannini, Pasquale Festa Campanile e Massimo Franciosa, accanto, tra gli altri, a Enrico Montesano e Aldo Fabrizi.
A partire dalla seconda metà degli anni settanta, Vitali interpretò l'unico suo film del genere poliziottesco, nel ruolo di portiere di un palazzo, Uomini si nasce poliziotti si muore (1976), diretto da Ruggero Deodato, e numerosi film della commedia sexy, accompagnando attori protagonisti, come Lino Banfi, Edwige Fenech e Renzo Montagnani, per poi passare a dei ruoli di prima fila interpretando il personaggio di Pierino, eroe popolare delle barzellette, con Pierino contro tutti (1981) e Pierino colpisce ancora (1982), entrambi diretti da Marino Girolami, e in Pierino medico della S.A.U.B. (1981) di Giuliano Carnimeo. Seguirono una sorta di spin off della serie, ovvero film dove Vitali propone personaggi similari, Gian Burrasca, Giggi il bullo e Paulo Roberto Cotechiño centravanti di sfondamento, accanto a Carmen Russo.
La stagione della commedia sexy durò poco e con essa terminò anche la fortuna dell'attore; nel 1990 il tentativo di rilanciarlo con un ulteriore film della serie, Pierino torna a scuola, diretto da Mariano Laurenti si rivelò un fallimento. Con il tramonto delle commedie sexy, il telefono smise di squillare e Vitali sparì dalle scene.
Dopo un decennio di oblio, la figura di Vitali fu rilanciata da Striscia la notizia dopo che, in un servizio che prendeva in giro una gaffe di Jean Todt, veniva paragonato l'allora direttore della Scuderia Ferrari al personaggio di Pierino, sottolineandone la somiglianza fisica. Quando l'imitatore Dario Ballantini fece esordire la sua caricatura di Luca Cordero di Montezemolo nei suoi servizi, Antonio Ricci pensò di affiancargli proprio Vitali nei panni di Todt, facendolo tornare così sulle scene per il piccolo schermo. Sempre nelle gag di Striscia la notizia al fianco di Ballantini, ha imitato personaggi come la madre dell'avvocato Giulia Bongiorno e la principessa Marina Ricolfi Doria di Savoia nella trasmissione.
Nel 2006 partecipò alla terza edizione del reality show La fattoria, ma dopo poche settimane dovette abbandonare per il riacutizzarsi dell'asma, malattia di cui soffriva.
È apparso come guest star in un episodio della quarta e ultima stagione della serie di Carlo Verdone, Vita da Carlo. Questo si rivelerà essere l'ultimo lavoro di Vitali in quanto egli morirà prima dell'uscita della serie. Il 29 maggio 2025 appare per l'ultima volta in televisione in una puntata della trasmissione Dritto e rovescio, condotta da Paolo Del Debbio su Rete 4.
Nel 2025, Dodo e la principessa sarà l'ultimo film con la partecipazione di Vitali, diretto da Andrea D'Emilio e presentato il 25 luglio 2025 al Giffoni Film Festival, uscirà postumo in autunno.

### La morte
Alvaro Vitali muore improvvisamente a Roma il 24 giugno 2025, all'età di 75 anni. Nello stesso giorno aveva firmato le dimissioni e lasciato l'ospedale, dove era ricoverato da due settimane per una broncopolmonite recidiva. I funerali si sono svolti, due giorni dopo, nella basilica di San Pancrazio, nel quartiere Monteverde Vecchio a Roma; il corpo, come da volontà dell'attore, è stato poi cremato.

## Vita privata
Divorziato con un figlio, Ennio, nato nel 1993, avvocato residente a Vercelli, si professava cattolico e viveva a Roma. Nel 1998 ha conosciuto la cantautrice Stefania Corona, con la quale si è sposato nel 2006 e dalla quale si è poi separato nel 2025 per scelta della moglie, con cui negli ultimi anni ha fatto piccoli spettacoli di cabaret in giro per l'Italia.
Soprattutto dagli anni 2000 in poi, le offerte di lavoro erano diventate sempre più rare per l'attore, che aveva dichiarato di soffrire di depressione per essere stato dimenticato dal cinema italiano e di percepire 1300 € al mese di pensione, cifra da lui considerata irrisoria rispetto ai suoi 150 film, a causa dei contributi versati spesso in modo irregolare dalle produzioni.

## Filmografia

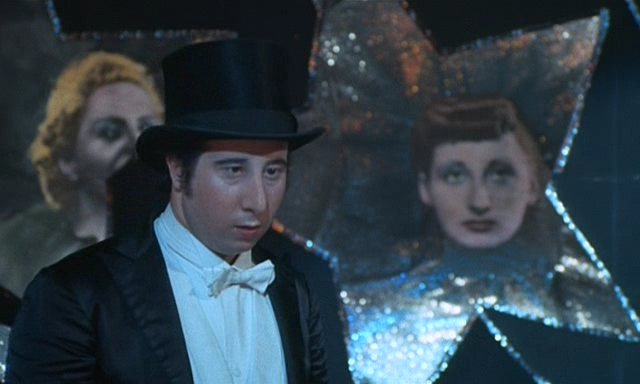
Alvaro Vitali nel film Roma di Federico Fellini (1972)

Vitali (a sinistra) con Edwige Fenech e Lino Banfi in La poliziotta della squadra del buon costume di Michele Massimo Tarantini (1979)

Vitali in La ripetente fa l'occhietto al preside di Mariano Laurenti (1980)

Vitali (a sinistra), con Lino Banfi e Janet Agren in L'onorevole con l'amante sotto il letto di Mariano Laurenti (1981)

Vitali (a sinistra) e Michela Miti in una pausa sul set di Pierino colpisce ancora di Marino Girolami (1982)

La scena iniziale di Paulo Roberto Cotechiño centravanti di sfondamento di Nando Cicero. Il film non incassò quanto previsto e fu l'inizio del declino della carriera di Alvaro Vitali

Ketty Mràzovà e Alvaro Vitali in Pierino Stecchino di Claudio Fragasso (1992), film mai distribuito nelle sale e tuttora inedito

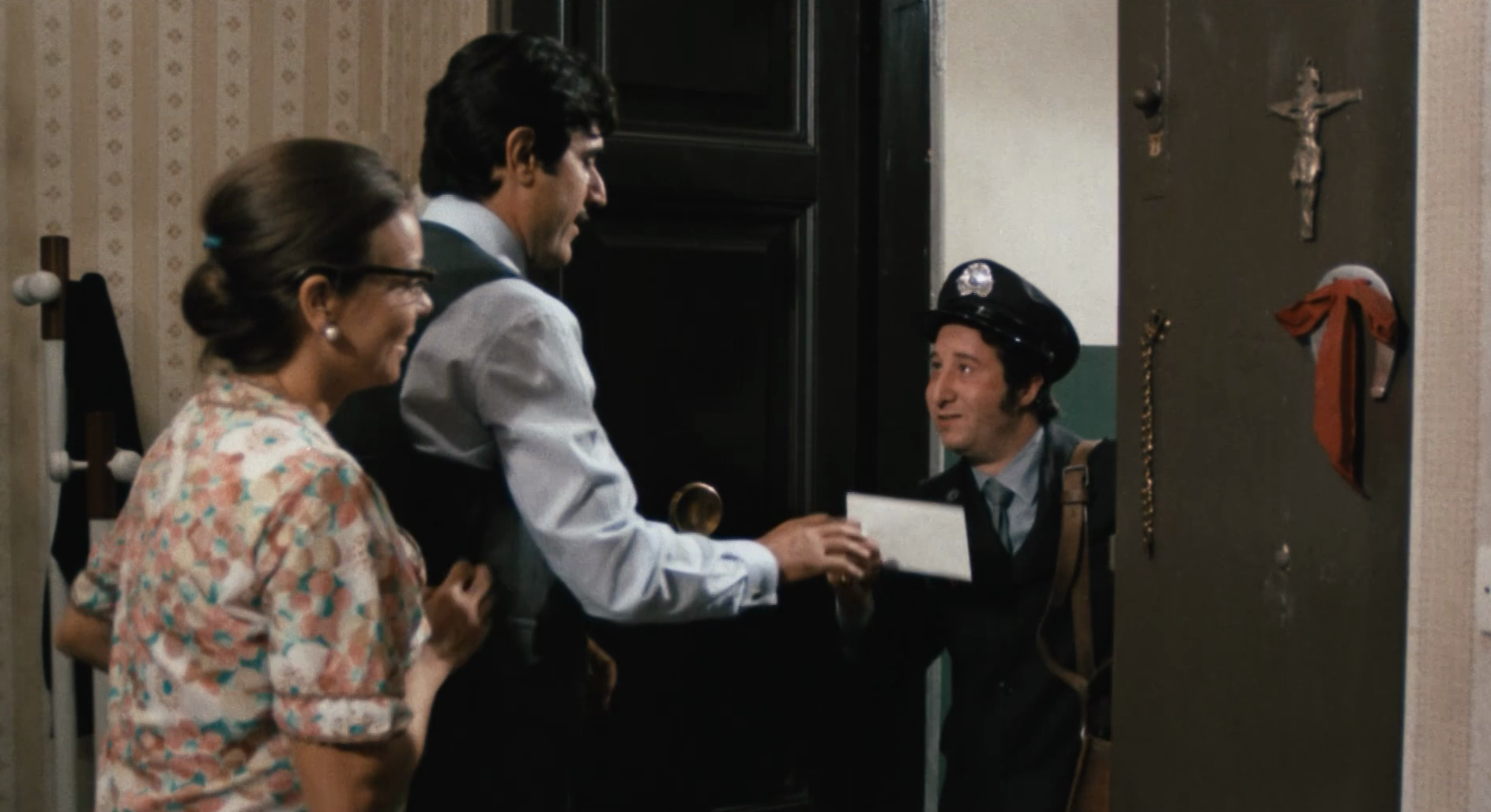
Una scena de L'arbitro di Luigi Filippo D'Amico (1974), con Lando Buzzanca e Gabriella Pallotta

### Attore

#### Cinema
- Fellini Satyricon, regia di Federico Fellini (1969)
- I clowns, regia di Federico Fellini (1970)
- Meo Patacca, regia di Marcello Ciorciolini (1972) – non accreditato
- Roma, regia di Federico Fellini (1972)
- Che?, regia di Roman Polański (1972)
- Partirono preti, tornarono... curati, regia di Bianco Manini (1973)
- Mordi e fuggi, regia di Dino Risi (1973)
- La Tosca, regia di Luigi Magni (1973)
- Anche gli angeli mangiano fagioli, regia di Enzo Barboni  (1973)
- Il colonnello Buttiglione diventa generale, regia di Mino Guerrini (1973)
- Rugantino, regia di Pasquale Festa Campanile (1973)
- Polvere di stelle, regia di Alberto Sordi (1973)
- Amarcord, regia di Federico Fellini (1973)
- 4 marmittoni alle grandi manovre, regia di Marino Girolami (1974)
- L'arbitro, regia di Luigi Filippo D'Amico (1974)
- Romanzo popolare, regia di Mario Monicelli (1974)
- La poliziotta, regia di Steno (1974)
- Profumo di donna, regia di Dino Risi (1974)
- La pupa del gangster, regia di Giorgio Capitani (1975)
- Vergine, e di nome Maria, regia di Sergio Nasca (1975)
- L'insegnante, regia di Nando Cicero (1975)
- Due cuori, una cappella, regia di Maurizio Lucidi (1975)
- La liceale, regia di Michele Massimo Tarantini (1975)
- Frankenstein all'italiana, regia di Armando Crispino (1975)
- Telefoni bianchi, regia di Dino Risi (1976)
- La poliziotta fa carriera, regia di Michele Massimo Tarantini (1976)
- Uomini si nasce poliziotti si muore, regia di Ruggero Deodato (1976)
- La dottoressa sotto il lenzuolo, regia di Gianni Martucci (1976)
- Classe mista, regia di Mariano Laurenti (1976)
- La professoressa di scienze naturali, regia di Michele Massimo Tarantini (1976)
- La dottoressa del distretto militare, regia di Nando Cicero (1976)
- Il detective, episodio di Spogliamoci così senza pudor..., regia di Sergio Martino (1976)
- La segretaria privata di mio padre, regia di Mariano Laurenti (1976)
- La vergine, il toro e il capricorno, regia di Luciano Martino (1977)
- Taxi Girl, regia di Michele Massimo Tarantini (1977)
- Per amore di Poppea, regia di Mariano Laurenti (1977)
- La compagna di banco, regia di Mariano Laurenti (1977)
- La soldatessa alla visita militare, regia di Nando Cicero (1977)
- L'insegnante va in collegio, regia di Mariano Laurenti (1978)
- La liceale nella classe dei ripetenti, regia di Mariano Laurenti (1978)
- La soldatessa alle grandi manovre, regia di Nando Cicero (1978)
- L'insegnante viene a casa, regia di Michele Massimo Tarantini (1978)
- Cocco mio, regia di Jean-Pierre Rawson (1979)
- L'infermiera di notte, regia di Mariano Laurenti (1979)
- L'insegnante balla... con tutta la classe, regia di Giuliano Carnimeo (1979)
- Dove vai se il vizietto non ce l'hai?, regia di Marino Girolami (1979)
- La liceale seduce i professori, regia di Mariano Laurenti (1979)
- La poliziotta della squadra del buon costume, regia di Michele Massimo Tarantini (1979)
- L'infermiera nella corsia dei militari, regia di Mariano Laurenti (1979)
- Amore e manette, episodio di La liceale, il diavolo e l'acquasanta, regia di Nando Cicero (1979)
- L'insegnante al mare con tutta la classe, regia di Michele Massimo Tarantini (1980)
- La ripetente fa l'occhietto al preside, regia di Mariano Laurenti (1980)
- La dottoressa ci sta col colonnello, regia di Michele Massimo Tarantini (1980)
- La liceale al mare con l'amica di papà, regia di Marino Girolami (1980)
- La dottoressa preferisce i marinai, regia di Michele Massimo Tarantini (1981)
- L'onorevole con l'amante sotto il letto, regia di Mariano Laurenti (1981)
- Pierino contro tutti, regia di Marino Girolami (1981)
- La poliziotta a New York, regia di Michele Massimo Tarantini (1981)
- Pierino medico della S.A.U.B., regia di Giuliano Carnimeo (1981)
- Pierino colpisce ancora, regia di Marino Girolami (1982)
- Giggi il bullo, regia di Marino Girolami (1982)
- Gian Burrasca, regia di Pier Francesco Pingitore (1982)
- L'arbitro e il calciatore, episodio di Il tifoso, l'arbitro e il calciatore, regia di Pier Francesco Pingitore (1982)
- Paulo Roberto Cotechiño centravanti di sfondamento, regia di Nando Cicero (1983)
- Mortacci, regia di Sergio Citti (1989)
- Pierino torna a scuola, regia di Mariano Laurenti (1990)
- Pierino Stecchino, regia di Claudio Fragasso (1992) – inedito
- Club vacanze, regia di Alfonso Brescia (1995)
- Gli antenati tua e di Pierino, regia di Gianfranco Iudice (1996) – inedito
- Pierino il ripetente, regia di Gianfranco Iudice (1997) – inedito
- Se lo fai sono guai, regia di Michele Massimo Tarantini (2001)
- Ladri di barzellette, regia di Bruno Colella e Leonardo Giuliano (2004)
- Impotenti esistenziali, regia di Giuseppe Cirillo (2009)
- Vacanze a Gallipoli, regia di Tony Greco (2011)[23] – inedito
- È il cancro il mio amante, regia di Tony De Bonis (2012)
- Tutti a Ostia Beach - Il film, regia di Claudio Stirlani (2013)
- Effetti indesiderati, regia di Claudio Insegno (2015)
- Supposte, regia di Tony De Bonis e Claudio Lucarelli (2016)[24][25]
- Mò vi mento - Lira di Achille, regia di Stefania Capobianco e Francesco Gagliardi (2018)
- Buon Lavoro, regia di Marco Demurtas (2018)
- Deliriumpsike, regia di Luigi Pastore (2018)
- Vivi la vita, regia di Valerio Manisi – cortometraggio (2019)
- GG Turbo, regia di Mauro Meconi (2020)
- Fuori scuola, regia di Mario Spinocchio (2023)
- Gli imprevisti, regia di Alessandro Ingrà (2024)
- Dodo e la principessa, regia di Andrea D'Emilio (2025) – postumo
- Il bar del cult,[26] regia di Mirko Zullo – docufilm (2025) - postumo

#### Televisione
- Block-notes di un regista, regia di Federico Fellini – film TV (1969)
- I clowns, regia di Federico Fellini – film TV (1970)
- Cinecittà Cinecittà, regia di Vittorio De Sisti - miniserie TV (Rai 2, 1985)
- Zanzibar – serie TV, 1 episodio (1988)
- Festa di Capodanno, regia di Pietro Schivazappa – miniserie TV, 2 puntate (1988)
- S.P.Q.R., regia di Claudio Risi – sitcom TV, episodio 1x04 (1998)
- Cinecittà, regia di Alberto Manni – miniserie TV (2003)
- Domani è un'altra truffa, regia di Pier Francesco Pingitore – film TV (2006)
- The Generi – serie TV, episodio 1x04 (2018)
- Vita da Carlo 4 – serie TV (2025) - postumo

#### Webserie
- GiGi TV Show – 10 domande alla Commedia sexy all'italiana, regia di Luigi Addate (2022)

#### Videoclip
- Balli solo Hip Hop di Money Penny & Tiso (2004)
- Si turnasse a nascere di Nino D'Angelo (2017)

## Teatro
- Rugantino di Pasquale Festa Campanile, Garinei e Giovannini e Massimo Franciosa, con Enrico Montesano, Aldo Fabrizi, Bice Valori, Alida Chelli, Glauco Onorato e Sergio Japino (1978)
- Arrivederci Roma di Enzo Sanny e Marzia D'Anella, regia di Claudio Insegno, con Matilde Brandi, Michele Carfora, Giuditta Saltarini (2012-2013)
- 8 X 1 = Un Ottavio di Pasquale Forni, regia di Ottavio Buonomo (2016)
- Pierino contro i mostri di Alvaro Vitali, con Stefania Corona (2024)
- Terapia col fischio o senza? di Paolo Andreotti e Valentino Fanelli, con Sandro Ghiani, Sergio Di Pinto e Carmine Faraco (2024)
- Gli investigatonti di Valentino Fanelli, con Sandro Ghiani, Carmine Faraco, Sergio Di Pinto e Victor Quadrelli (2025)[27]

## Programmi televisivi
- Vanità (Rai Uno, 1984)[28]
- Cinecittà Cinecittà – miniserie TV, episodio 1x05 (Rai Uno, 1985; Rai Teche, 2025)[29][30]
- Striscia la notizia (Canale 5, 2004-2005)
- La fattoria (Canale 5, 2006) – concorrente
- Volami nel cuore (Rai Uno, 18 ottobre 2008)[31]
- Avanti un altro! Pure di sera (Canale 5, 2022) – concorrente

## Discografia

### Album in studio
- 2017 – Puzzle Sound (con Stefania Corona)

### Singoli
- 1981 – La strana voglia
- 1982 – Col fischio o senza
- 2018 – Aiutaci Pierino (con Stefania Corona)
- 2022 – Giovannino (con Stefano Tisi)

## Riconoscimenti
- 2018 – Leone d'argento alla 72ª edizione del Gran Premio Internazionale di Venezia[32][33]
- 2020 – Premio alla carriera al CinEuphoria Awards[34]

## Doppiatori italiani
- Vittorio Stagni in La poliziotta, Due cuori, una cappella, La poliziotta fa carriera, Uomini si nasce poliziotti si muore, La dottoressa sotto il lenzuolo, Classe mista, La professoressa di scienze naturali, Taxi Girl, La compagna di banco
- Loris Loddi in Profumo di donna, Cocco mio
- Bruno Scipioni in Polvere di stelle
- Renato Cortesi in La poliziotta a New York